# Campeonato Sul-Americano de Voleibol Masculino Sub-19 de 2018
O Campeonato Sul-Americano de Voleibol Masculino Sub-19 de 2018 foi a 21ª edição desta competição infanto-juvenil organizada a cada dois anos pela Confederação Sul-Americana de Voleibol (CSV). O campeonato qualificou as três melhores seleções para o Campeonato Mundial Sub-19 de 2019. A competição ocorreu em Sopó, na Colômbia.
O Brasil sagrou-se campeão ao bater a Argentina na final, ganhando seu 17º titulo. Na disputa pelo terceiro lugar, a seleção anfitriã derrotou a seleção boliviana por 3 sets a 0 e completou o pódio. O oposto brasileiro Darlan Souza foi eleito o melhor jogador da competição.

## Seleções participantes
As seguintes seleções participaram do Campeonato Sul-Americano Sub-19 de 2018.
| Equipe    | Última participação     |
| --------- | ----------------------- |
| Colômbia  | (País-sede), 3º em 2016 |
| Argentina | 1º em 2016              |
| Bolívia   | 4º em 2016              |
| Brasil    | 2º em 2016              |
| Chile     | 5º em 2016              |
| Equador   | 6º em 2006              |
| Paraguai  | 9º em 2012              |
| Venezuela | 4º em 2012              |

## Primeira fase
Os horários seguiram o fuso horário da Colômbia (UTC−05:00).

### Grupo A
|     |          |     | Jogos | Jogos | Jogos | Resultados | Resultados | Resultados | Resultados | Resultados | Resultados | Sets | Sets | Sets  | Pontos | Pontos | Pontos |
| Pos | Equipe   | Pts | T     | V     | D     | 3–0        | 3–1        | 3–2        | 2–3        | 1–3        | 0–3        | V    | P    | R     | V      | P      | R      |
| --- | -------- | --- | ----- | ----- | ----- | ---------- | ---------- | ---------- | ---------- | ---------- | ---------- | ---- | ---- | ----- | ------ | ------ | ------ |
| 1   | Colômbia | 9   | 3     | 3     | 0     | 2          | 1          | 0          | 0          | 0          | 0          | 9    | 1    | 9,000 | 251    | 211    | 1.190  |
| 2   | Bolívia  | 4   | 3     | 1     | 2     | 1          | 0          | 0          | 1          | 0          | 1          | 5    | 6    | 0.833 | 243    | 244    | 0.996  |
| 3   | Equador  | 3   | 3     | 1     | 2     | 0          | 1          | 0          | 0          | 0          | 2          | 3    | 7    | 0.429 | 218    | 224    | 0.973  |
| 4   | Chile    | 2   | 3     | 1     | 2     | 0          | 0          | 1          | 0          | 2          | 0          | 5    | 8    | 0.625 | 260    | 293    | 0.887  |

| Data   | Hora  |          | Placar |         | Set 1 | Set 2 | Set 3 | Set 4 | Set 5 | Total   | Relatório |
| ------ | ----- | -------- | ------ | ------- | ----- | ----- | ----- | ----- | ----- | ------- | --------- |
| 24 set | 13:00 | Bolívia  | 2–3    | Chile   | 16–25 | 25–19 | 25–20 | 24–26 | 12–15 | 102–105 | Resultado |
| 24 set | 19:00 | Colômbia | 3–0    | Equador | 25–22 | 25–23 | 25–19 |       |       | 75–64   | Resultado |
| 25 set | 15:00 | Bolívia  | 3–0    | Equador | 25–22 | 25–19 | 25–19 |       |       | 75–60   | Resultado |
| 25 set | 19:00 | Colômbia | 3–1    | Chile   | 25–17 | 25–18 | 22–25 | 25–21 |       | 97–81   | Resultado |
| 26 set | 15:00 | Chile    | 1–3    | Equador | 21–25 | 25–19 | 14–25 | 14–25 |       | 74–94   | Resultado |
| 26 set | 19:00 | Colômbia | 3–0    | Bolívia | 29–27 | 25–19 | 25–20 |       |       | 79–66   | Resultado |

### Grupo B
|     |           |     | Jogos | Jogos | Jogos | Resultados | Resultados | Resultados | Resultados | Resultados | Resultados | Sets | Sets | Sets  | Pontos | Pontos | Pontos |
| Pos | Equipe    | Pts | T     | V     | D     | 3–0        | 3–1        | 3–2        | 2–3        | 1–3        | 0–3        | V    | P    | R     | V      | P      | R      |
| --- | --------- | --- | ----- | ----- | ----- | ---------- | ---------- | ---------- | ---------- | ---------- | ---------- | ---- | ---- | ----- | ------ | ------ | ------ |
| 1   | Brasil    | 9   | 3     | 3     | 0     | 3          | 0          | 0          | 0          | 0          | 0          | 9    | 0    | MAX   | 225    | 141    | 1.596  |
| 2   | Argentina | 6   | 3     | 2     | 1     | 0          | 2          | 0          | 0          | 0          | 1          | 6    | 5    | 1.200 | 245    | 239    | 1.025  |
| 3   | Venezuela | 3   | 3     | 1     | 2     | 0          | 1          | 0          | 0          | 1          | 1          | 4    | 7    | 0.571 | 237    | 262    | 0.905  |
| 4   | Paraguai  | 0   | 3     | 0     | 3     | 0          | 0          | 0          | 0          | 2          | 1          | 2    | 9    | 0.222 | 209    | 274    | 0.763  |

| Data   | Hora  |           | Placar |           | Set 1 | Set 2 | Set 3 | Set 4 | Set 5 | Total  | Relatório |
| ------ | ----- | --------- | ------ | --------- | ----- | ----- | ----- | ----- | ----- | ------ | --------- |
| 24 set | 15:00 | Argentina | 3–1    | Paraguai  | 25–20 | 23–25 | 25–19 | 25–17 |       | 98–81  | Resultado |
| 24 set | 17:00 | Brasil    | 3–0    | Venezuela | 25–18 | 25–21 | 25–14 |       |       | 75–53  | Resultado |
| 25 set | 13:00 | Brasil    | 3–0    | Paraguai  | 25–11 | 25–9  | 25–16 |       |       | 75–36  | Resultado |
| 25 set | 17:00 | Argentina | 3–1    | Venezuela | 20–25 | 25–16 | 25–19 | 25–23 |       | 95–83  | Resultado |
| 26 set | 13:00 | Venezuela | 3–1    | Paraguai  | 25–18 | 25–23 | 25–27 | 26–24 |       | 101–92 | Resultado |
| 26 set | 17:00 | Argentina | 0–3    | Brasil    | 19–25 | 19–25 | 14–25 |       |       | 52–75  | Resultado |

## Fase final
Os horários seguiram o fuso horário da Colômbia (UTC−05:00).

### 5º ao 8º lugar
|  | 5º ao 8º lugar | 5º ao 8º lugar | 5º ao 8º lugar |  |  | Quinto lugar | Quinto lugar | Quinto lugar |
|  |                |                |                |  |  |              |              |              |
|  | 3A             | Equador        | 3              |  |  |              |              |              |
|  | 4B             | Paraguai       | 0              |  |  |              |              |              |
|  |                |                |                |  |  | 3A           | Equador      | 0            |
|  |                |                |                |  |  | 4A           | Chile        | 3            |
|  | 4A             | Chile          | 3              |  |  |              |              |              |
|  | 3B             | Venezuela      | 0              |  |  | Sétimo lugar | Sétimo lugar | Sétimo lugar |
|  |                |                |                |  |  | 4B           | Paraguai     | 1            |
|  |                |                |                |  |  | 3B           | Venezuela    | 3            |

#### 5º ao 8º lugar
| Data   | Hora  |         | Placar |           | Set 1 | Set 2 | Set 3 | Set 4 | Set 5 | Total | Relatório |
| ------ | ----- | ------- | ------ | --------- | ----- | ----- | ----- | ----- | ----- | ----- | --------- |
| 27 set | 13:00 | Equador | 3–0    | Paraguai  | 25–21 | 25–20 | 25–17 |       |       | 75–58 | Resutado  |
| 27 set | 15    | Chile   | 3–0    | Venezuela | 25–21 | 25–18 | 25–20 |       |       | 75–59 | Resultado |

#### Sétimo lugar
| Data   | Hora  |          | Placar |           | Set 1 | Set 2 | Set 3 | Set 4 | Set 5 | Total  | Relatório |
| ------ | ----- | -------- | ------ | --------- | ----- | ----- | ----- | ----- | ----- | ------ | --------- |
| 28 set | 12:00 | Paraguai | 1–3    | Venezuela | 20–25 | 22–25 | 16–25 | 20–25 |       | 78–100 | Resultado |

#### Quinto lugar
| Data   | Hora  |         | Placar |       | Set 1 | Set 2 | Set 3 | Set 4 | Set 5 | Total | Relatório |
| ------ | ----- | ------- | ------ | ----- | ----- | ----- | ----- | ----- | ----- | ----- | --------- |
| 28 set | 14:00 | Equador | 0–3    | Chile | 21–25 | 18–25 | 17–25 |       |       | 56–75 | Resultado |

### 1º ao 4º lugar
|  | Semifinais | Semifinais | Semifinais |  |  | Final          | Final          | Final          |
|  |            |            |            |  |  |                |                |                |
|  | 1B         | Brasil     | 3          |  |  |                |                |                |
|  | 2A         | Bolívia    | 0          |  |  |                |                |                |
|  |            |            |            |  |  | 1B             | Brasil         | 3              |
|  |            |            |            |  |  | 2B             | Argentina      | 0              |
|  | 1A         | Colômbia   | 1          |  |  |                |                |                |
|  | 2B         | Argentina  | 3          |  |  | Terceiro lugar | Terceiro lugar | Terceiro lugar |
|  |            |            |            |  |  | 2A             | Bolívia        | 0              |
|  |            |            |            |  |  | 1A             | Colômbia       | 3              |

#### Semifinais
| Data   | Hora  |          | Placar |           | Set 1 | Set 2 | Set 3 | Set 4 | Set 5 | Total | Relatório |
| ------ | ----- | -------- | ------ | --------- | ----- | ----- | ----- | ----- | ----- | ----- | --------- |
| 27 set | 17:15 | Colômbia | 1–3    | Argentina | 13–25 | 25–20 | 17–25 | 19–25 |       | 74–95 | Resultado |
| 27 set | 20:00 | Brasil   | 3–0    | Bolívia   | 25–17 | 25–16 | 25–20 |       |       | 75–53 | Resultado |

#### Terceiro lugar
| Data   | Hora  |          | Placar |         | Set 1 | Set 2 | Set 3 | Set 4 | Set 5 | Total | Relatório |
| ------ | ----- | -------- | ------ | ------- | ----- | ----- | ----- | ----- | ----- | ----- | --------- |
| 28 set | 17:00 | Colômbia | 3–0    | Bolívia | 25–21 | 25–17 | 25–17 |       |       | 75–55 | Resultado |

#### Final
| Data   | Hora  |        | Placar |           | Set 1 | Set 2 | Set 3 | Set 4 | Set 5 | Total | Relatório |
| ------ | ----- | ------ | ------ | --------- | ----- | ----- | ----- | ----- | ----- | ----- | --------- |
| 28 set | 19:00 | Brasil | 3–0    | Argentina | 25–13 | 25–23 | 25–16 |       |       | 75–52 | Resultado |

## Classificação final
| Posição | Equipe    |
| ------- | --------- |
|         | Brasil    |
|         | Argentina |
|         | Colômbia  |
| 4       | Bolívia   |
| 5       | Chile     |
| 6       | Equador   |
| 7       | Venezuela |
| 8       | Paraguai  |

|  | Equipes classificadas para o Campeonato Mundial Sub-19 de 2019 |

## Premiações
| Campeonato Sul-Americano Sub-19 de 2018 |
| Brasil                                  |
| --------------------------------------- |
| Brasil Campeão (17º título)             |

### Individuais
Os atletas que se destacaram individualmente no campeonato foram:
| MVP (Most Valuable Player) | Darlan Souza     | Brasil    |
| Oposto                     | Agustín Nogueira | Argentina |
| 1º Ponteiro                | Haroldo Caicedo  | Colômbia  |
| 2º Ponteiro                | Nathan Krupp     | Brasil    |
| 1º Central                 | Leonardo Andrade | Brasil    |
| 2º Central                 | Agustín Gallardo | Argentina |
| Levantador                 | Gustavo Orlando  | Brasil    |
| Líbero                     | Rooswelt Ramos   | Colômbia  |